# 東武建設
東武建設株式会社（とうぶけんせつ）は、日本の建設会社。東武グループのひとつであり、栃木県日光市に本社を置いている。

## 概要

### 沿革
- 1946年 - 東武林業株式会社として設立、主に木材製造を手がける。
- 1970年 - 東武林業建設株式会社へ社名を変更。
- 1971年 - 鉄道部を設立。
- 1973年 - 現在の東武建設へ社名を変更。
  - 現在は東武鉄道の線路や駅、車両基地の施工や保守を主な業務としている。

## 事業所
- 本社（栃木県日光市）
- 宇都宮支店（栃木県宇都宮市）
- 東京支店（東京都墨田区）
- 久喜事務所（埼玉県久喜市）
- 埼玉事務所・埼玉営業所（埼玉県南埼玉郡宮代町）